# 小牧日菜多
小牧 日菜多（こまき ひなた、2001年5月9日 - ）は、日本の女子ラグビーユニオン選手。

## プロフィール
- 京都府出身[2]。
- ポジションはプロップ(PR)。
- 身長 166cm、体重 82kg
- 女子日本代表キャップは20。（2025年7月現在）

## 略歴
2011年　京都市立京極小学校4年生の時に同級生の父親がコーチをしている、タグラグビー部に誘われる。気乗りしないので、練習に欠席したりしてだらだらと１年余りが過ぎたころに、コーチの怒りが爆発し、『まじめに練習するか、やめるか決めよう！じゃんけんをしてコーチが勝てば、休まずにまじめに練習する。日菜多が勝てば、タグラグビー部を辞める！』っとの約束でじゃんけんをしたが、コーチが勝ってタグラグビー部を続けることに！日菜多が勝っていれば、どうなっていたことやら！
同じく日本代表の中村沙弥とは、小学校、中学校、高校の同級生である。タグラグビーは、中村は、３年生から始めている。
2014年　京都市立上京中学校に入学すると同時に、男子専用のラグビー部に女子部員も入部可能に変更してもらい、ラグビー部に入部 
2020年、石見智翠館高校卒業後、日本体育大学に入る。なお石見智翠館高校時代、副将を務めたことがある。
2021年11月14日に行われたリポビタンDチャレンジカップ2021女子ヨーロッパ遠征女子スコットランド代表戦にて途中出場で女子日本代表初キャップを獲得した。
2022年、ラグビーワールドカップ2021の女子日本代表に選ばれた。